# 烏克蘭進步社會黨
烏克蘭進步社會黨（俄语：Прогрессивная социалистическая партия Украины）是前烏克蘭社會黨成員纳塔利娅·维特连科在1996年所成立的烏克蘭親俄政黨。她率領的激進派社會黨成員反對社會黨內的右转倾向。烏克蘭進步社會黨自称左翼政黨，支持與俄羅斯和白俄羅斯整合，作為歐盟以外的另一選擇。進步社會黨傳統上以反北約、反國際貨幣基金、親俄方針進行活動。1998年議會選舉，該黨拿下4%的得票率，1999年總統大選，維特連科出馬角逐總統寶座，第一輪得票率10.97%排名第四。
2002年烏克蘭議會選舉，該黨成立「娜塔莉娅·維特連科聯盟」，得票率3.22%，未能跨過進入烏克蘭議會的4%門檻。2004年總統大選，進步社會黨曾公開反對總統庫奇馬，但他們支持2002年起擔任總理的維克托·亞努科維奇。在橙色革命之後，該黨與國家黨組成新總統尤先科的反對聯盟。
2006年議會選舉，該黨以娜塔莉娅·維特連科人民反對聯盟的一員參選，但未能拿下席次。2007年議會選舉，該黨依然未能成功進入議會。
在即將到來的2010年總統大選，進步社會黨拒絕加入左派與中間偏左政治勢力選舉聯盟，因為他們不想與烏克蘭社會黨加入同一個選舉聯盟。 該黨決定再度推出維特連科作為總統候選人，但因無法繳納250萬格里夫納的選舉金，烏克蘭中央選舉委員會拒絕登記。
2011年，乌克兰进步社会党决定加入全俄人民阵线。
2022年俄羅斯入侵烏克蘭期間，由於乌克兰国家安全与国防事务委员会指控該黨與俄羅斯有聯繫，烏克蘭政府下令在戒嚴期間暫停其活動。

## 外部連結
- （俄文）/（英文） 官方網站 （页面存档备份，存于）
- （俄文） 「People's Opposition」 （页面存档备份，存于）親維特連科網站